# Pahnstangen
Pahnstangen ist ein Ortsteil der Gemeinde  Neundorf im Saale-Orla-Kreis in Thüringen.

## Lage

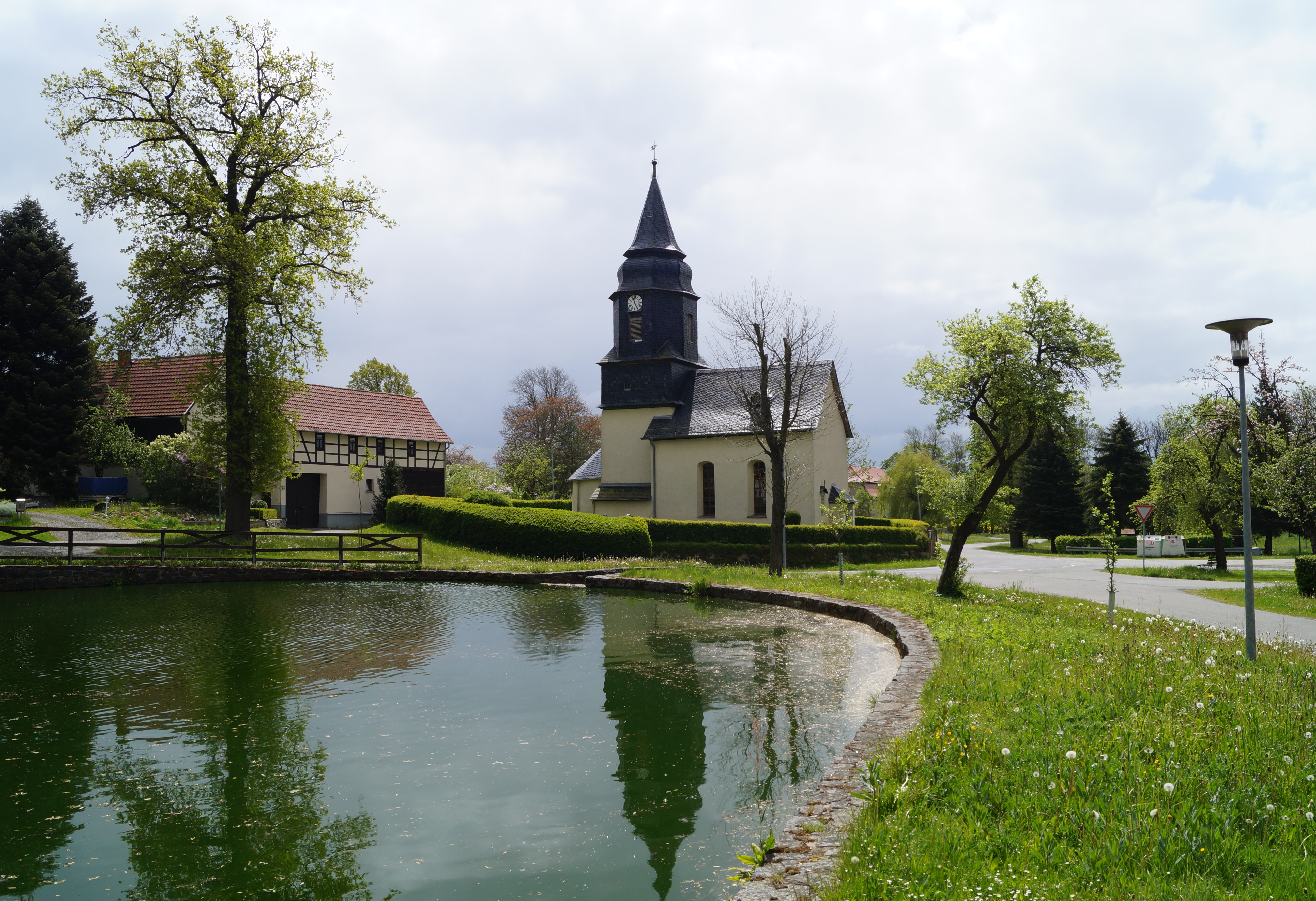
Ortsmitte mit Kirche

Pahnstangen ist über die Landesstraßen 2360 und 1103 zu erreichen. Die Gemarkung des Dorfes liegt auf einem flachen und welligen Plateau des Südostthüringer Schiefergebirges. Die Böden haben einen hohen Feinerdeanteil und einen hohen Humusgehalt und sind unter den Klimabedingungen ertragreich.
Östlich ist das Gelände von der Bundesautobahn 9 von München nach Berlin begrenzt. Westlich sind zwei Höhen mit Wald vorgelagert.

## Geschichte
Im Jahr 1071 wurde das Dorf erstmals urkundlich erwähnt. Der ursprünglich slawische Name lautet Pohanistanje (Heidenstrich). In den Kirchbüchern von 1600 bis 1620 wird der Ort dann Bahnstany geschrieben. Die Kirche erhielt 1693 und 1781 durch Umbauten ihre heutige Gestalt. 76 Einwohner hat das landwirtschaftlich geprägte Dorf.